# Myotis hoveli
Espèce
Synonymes
- Myotis nattereri hoveli Harrison, 1964 (protonyme)

Statut de conservation UICN

 NE  : Non évalué
Myotis hoveli est une espèce de chauves-souris de la famille des Vespertilionidae. Décrite comme sous-espèce du Murin de Natterer (Myotis nattereri), mais considérée comme espèce à part entière à partir de 2019.

## Répartition
Cette espèce est distribuée depuis le Sud de la Turquie jusqu'en Israël.

Répartition approximative des espèces du « groupe M. nattereri », selon l'UICN, Benda (2006), Puechmaille (2012), Salicini (2013), Çoraman (2019), López Gallego (2020) et Uvizl & Benda (2021). Les localités types des différents taxons sont indiquées par des étoiles. De nombreuses zones d'incertitude, signalées par des points d'interrogation, demeurent.
M. hoveli
M. tschuliensis
M. schaubi araxenus
M. nattereri
M. crypticus
M. escalerai
M. zenatius
M. sp. C